# عصمت‌الملوک دولتداد
عصمت‌الملوک دولتشاه (؟ در کرمانشاه - ۱۳۶۰ در تهران) بنیان‌گذار نخستین کودکستان دولتی در تهران و از فعالان حقوق زنان در ایران بود. او دختر محمدباقر میرزا خسروی کرمانشاهی بود.

## زندگی
عصمت‌الملوک دولتداد دختر محمدباقر میرزا خسروی کرمانشاهی نویسندهٔ نخستین رمان به زبان فارسی بود. پدر او از شاهزادگان قاجار، نوهٔ محمدعلی میرزای دولتشاه و از خاندان دولتشاهی بود. او که به طبقهٔ اشراف و وابستگان به دربار تعلق داشت، در سن ۱۶ سالگی به عقد معاون‌السلطنه درآمد، اما چون این ازدواج تحمیلی بود و از روی رضایت انجام نشده‌بود مورد اعتراض عصمت‌السلطنه قرار گرفت؛ در نتیجه محمدباقر میرزا در دفاع از او اقدام کرد و در نهایت این ازدواج به طلاق انجامید.
عصمت‌الملوک به تحصیل علاقه داشت، به همین دلیل پس از طلاق گرفتن از معاون‌السلطنه از طرف پدرش به بلژیک فرستاده شد. او در ابتدا قصد تحصیل در رشتهٔ پزشکی را داشت، اما نتوانست وارد این رشته بشود و بنابراین در رشتهٔ تعلیم و تربیت به تحصیل پرداخت. دولتداد ۱۵ سال در بلژیک زندگی کرد و در نهایت به ایران بازگشت و در وزارت معارف استخدام شد. او بعداً به ریاست تعلیمات عالیهٔ وزارت فرهنگ رسید و با همین سمت بازنشسته شد.
دولتداد در شهریور سال ۱۳۱۲ نخستین کودکستان دولتی ایران را با نام «کودکستان شکوفه» تأسیس کرد. در این کودکستان فرزندان اعیان و اشراف و شاهزادگان نگهداری می‌شدند.
در اردیبهشت سال ۱۳۱۴ جمعی از فعالان زن نزدیک به دربار پهلوی کانون بانوان را به ریاست شمس پهلوی تأسیس کردند که این اقدام همزمان با کشف حجاب اجباری در ایران بود.
عصمت‌الملوک دولتداد در سال ۱۳۶۰ در تهران دچار سکته شد و در بیمارستان تهران‌کلینیک درگذشت.